# Philochthus iricolor
Philochthus iricolor é uma espécie de insetos coleópteros pertencente à família Carabidae.
A autoridade científica da espécie é Bedel, tendo sido descrita no ano de 1879.
Trata-se de uma espécie presente no território português.